# Барщевская, Александра Борисовна
Алекса́ндра Бори́совна Барще́вская (26 августа 1962 года, Москва) — российский тележурналист.

## Биография
Родилась в Москве. В 1984 году окончила Московский институт химического машиностроения, в 1987 году — факультет журналистики МГУ.
Работала в агентстве «Видео ТАСС», в «Русском телевизионном агентстве», сотрудничала с московскими бюро телекомпаний ARD, APTN.
С 1997 по 2013 год работала на телеканале «ТВ Центр»: собственный корреспондент Службы информации, специальный корреспондент, политический обозреватель-заведующая отделом репортеров Главной редакции информационных программ Дирекции информационных, общественно-политических и спортивных программ.
С 2002 года — заместитель главного редактора и начальник службы российской и международной информации Главной редакции информационных программ, затем заместитель директора Дирекции информационных программ, начальник службы корреспондентов и продюсеров. Осуществляла взаимодействие между администрацией президента РФ и Дирекцией информационных программ «ТВ Центра».
Осенью 2012 года, после смены руководства телеканала, переведена на должность руководителя программы «Городское собрание».
С января 2014 года по май 2021 года — вице-президент, руководитель пресс-службы, пресс-секретарь Фонда «Сколково».
Член Академии российского телевидения с 2010 года.
Имеет дочь.

## Награды
- Медаль ордена «За заслуги перед Отечеством» I степени (27 июня 2007) — за большой вклад в развитие отечественного телевидения и многолетнюю плодотворную работу[1]
- Орден Дружбы (10 августа 2012) — за большие заслуги в развитии отечественного телевидения и многолетнюю плодотворную работу[2]